# Jurij Michajlovič Steklov
Jurij Michajlovič Steklov, in russo Юрий Михайлович Стеклов?, pseudonimo di Оvšij Moiseevič Nakamkis (Odessa, 27 agosto 1873 – Odessa, 15 settembre 1941), è stato un rivoluzionario, storico e giornalista russo.

## Biografia
Ancora studente del ginnasio di Odessa, formatosi sul romanzo Che fare? di Černyševskij, nel 1888 ebbe le sue prime esperienze di oppositore del regime zarista in un circolo di populisti. Nel 1891 entrò nell'Università di Kiev per studiarvi giurisprudenza, ma ne fu espulso sei mesi dopo. Nel 1890, la lettura degli scritti di Plechanov e di Aksel'rod, quella del Capitale di Marx e poi la conoscenza di Rjazanov, lo convinsero al marxismo.
Membro del POSDR dal 1893, creò con pochi altri a Odessa un circolo clandestino socialdemocratico a cui aderirono marinai e artigiani. Il circolo fu scoperto dalla polizia il 28 gennaio 1894 e Steklov, dopo 18 mesi di carcere, fu condannato  all'esilio per 10 anni a Jakutsk, da dove riuscì a fuggire nel 1899 riparando all'estero. A Parigi si unì ai bolscevichi e collaborò alla « Zarja » (L'alba), rivista fondata da Lenin, ma successivamente, con Gurevič e Rjazanov fece parte del gruppo dissidente socialdemocratico Bor'ba (La lotta).

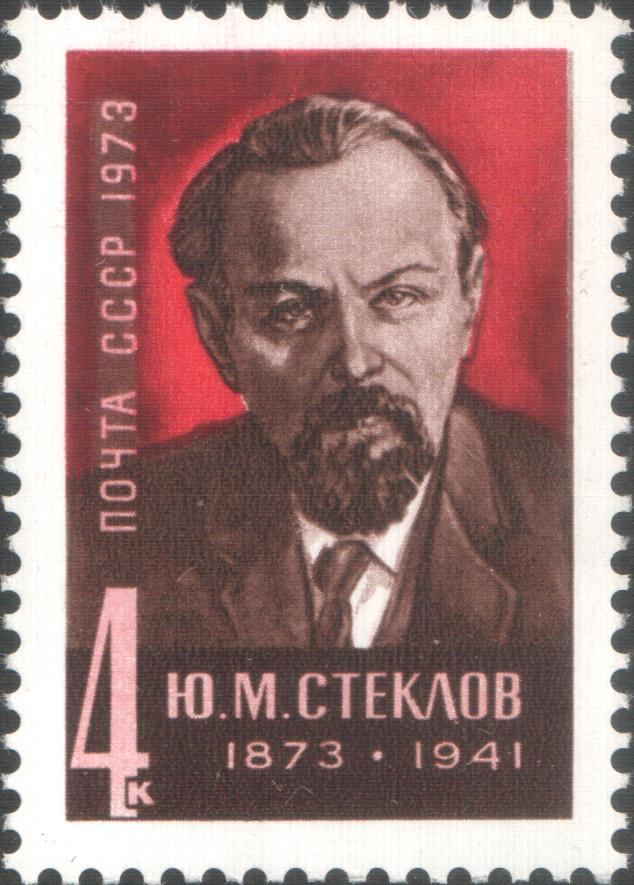
Francobollo del 1973

Tornò in Russia nel 1905 per partecipare alla Rivoluzione e fu arrestato a Pietroburgo il 2 dicembre. Dopo sette mesi di carcere, fu riconosciuta l'illegittimità della sua detenzione e, liberato, si trasferì per un anno in Finlandia, da dove rientrava periodicamente a Pietroburgo per svolgervi propaganda rivoluzionaria e riprendere gli studi universitari, ma nel marzo del 1910 fu nuovamente arrestato, ottenendo di scegliere tra il confino per tre anni in Siberia o l'esilio all'estero per eguale periodo. Scelto l'esilio, Steklov andò a Parigi, entrando nuovamente nel Partito bolscevico, della cui scuola fu insegnante a Longjumeau, e collaborò ai giornali « Socialdemokrat », « Zvezda » (La stella), « Pravda » (La verità) e alla rivista « Prosveščenie » (L'educazione).
Tornato in Russia nel 1914, s'iscrisse ancora all'Università di Pietrogrado e nel 1916 poté finalmente conseguire la laurea. Con la Rivoluzione fu eletto membro del Comitato esecutivo del Soviet di Pietrogrado e si separò dai bolscevichi assumendo posizioni di « difensismo rivoluzionario », ossia giustificando il conflitto come difesa della rivoluzione contro l'imperialismo germanico e dimostrandosi favorevole ad affidare al gruppo borghese del Comitato della Duma il governo del paese. In questo stesso periodo fu redattore della « Novaja Žizn » (Vita nuova) e delle « Izvestija » (Notizie), il giornale del Soviet a cui collaborò fino al 1925.
Riavvicinatosi ai bolscevichi, partecipò alla Rivoluzione d'ottobre del 1917. Fu più volte delegato ai congressi del Partito comunista dell'Unione Sovietica e dal 1929 fu vicepresidente del Comitato scientifico del Comitato esecutivo centrale dell'URSS e si dedicò a studi storici, pubblicando numerosi lavori. Nel 1938 cadde vittima delle persecuzioni staliniane. Condannato a dieci anni di prigione, morì nel carcere di Odessa nel 1941. Fu riabilitato nel 1956.

## Scritti
- L'Internazionale. 1864-1914, 2 voll., 1918
- Karl Marx. La vita e l'opera (1818-1883), 1918
- I combattenti per il socialismo, 2 voll., 1923-1924
- Bakunin. La vita e l'opera (1814-1876), 4 voll., 1920-1927
- N. G. Černyševskij. La vita e l'opera, 2 voll., 1928